# 扉の外
『扉の外』（とびらのそと）は、電撃文庫（アスキー・メディアワークス）より刊行された土橋真二郎のライトノベル。イラストは白身魚。第13回電撃小説大賞金賞受賞作（受賞時のタイトルは『もしも人工知能が世界を支配していた場合のシミュレーションケース1』）。

## あらすじ
修学旅行に向かっていたはずの千葉紀之は、気がつくとクラスメイトと共に見覚えの無い一室に閉じ込められていた。意識を取り戻した生徒たちが混乱する中、ソフィアと名乗る人工知能が現れ、室内での生活の保証を条件に、ルールへの服従をもちかける。
しかし、つい感情的になった千葉は、説明も聞かないままクラスで唯一ソフィアを拒否、次第にクラスから孤立してゆく。呪縛と庇護の奇妙な共同生活が始まった。

## 登場人物

### 一組
正樹愛美（まさきまなみ）
血液型O型。水泳部。
石橋（いしばし）

### 二組
中山美鈴（なかやまみすず）
『扉の外III』の主人公。血液型B型。パソコン同好会。
神田真央（かんだまお）
血液型O型。
沖田宗司（おきたそうじ）
血液型B型。
草加（くさか）
山本麗奈（やまもとれいな）

### 三組
里見幸太郎（さとみこうたろう）
血液型A型。
佐藤春香（さとうはるか）
血液型AB型。
伊集院誠（いじゅういんまこと）
血液型A型。
司馬（しば）

### 四組
千葉紀之（ちばのりゆき）
『扉の外』の主人公。
和泉玲子（いずみれいこ）
血液型A型。文芸部。
大野亜美（おおのあみ）
血液型O型。バスケット部。
氷室浩二（ひむろこうじ）
血液型A型。
菊池（きくち）
副委員長。

### 六組
蒼井典子（あおいのりこ）
血液型AB型。パソコン同好会。
黒川雄介（くろかわゆうすけ）
血液型O型。

### 八組
高橋進一（たかはししんいち）
『扉の外II』の主人公。血液型A型。
上原潤（うえはらじゅん）
巻真希（まきまき）
水野由香（みずのゆか）
三村（みむら）
山本（やまもと）
ハンドボール部。
伊藤（いとう）
中田（なかた）

### その他
ソフィア
ルール進行等を行う人工知能。目と唇だけが大きく描かれているようなデザイン。
ウサッチ
ハッチのキャラクター。身長はペットボトルと同じ高さで体重はリンゴ3個分。好きなものはカテキンとタウリン。嫌いなものは猛禽類とにんじん。にんじんが嫌いなのはアレルギーのため。他のエリアのキャラクターに比べて良く喋り、自分から話しかけてくることも多い。
ミャンコ
マーケットのキャラクター。
ミッキー
パークのキャラクター。
ケロリン
レイクのキャラクター。
妖精
鳥篭のキャラクター。
イデア
『扉の外III』のゲーム内の店員。
ハギワラマイ
『扉の外III』でゲーム内で出会った唯一現在の状況や外の状況を知る引き篭もりで学校も不登校の少女。主人公達とは違う学校で、自宅のパソコンからゲームに参加している。

## 既刊一覧
- 土橋真二郎（著）・白身魚（イラスト）、メディアワークス〈電撃文庫〉、全3巻
  - 『扉の外』、2007年2月25日初版発行（2月10日発売[2]）、ISBN 978-4-8402-3717-8
  - 『扉の外II』、2007年5月25日初版発行（5月10日発売[3]）、ISBN 978-4-8402-3849-6
  - 『扉の外III』、2007年9月25日初版発行（9月10日発売[4]）、ISBN 978-4-8402-3980-6